# Погорна
Погорна, Похоарна (рум. Pohoarna) — село в Шолданештском районе Молдавии. Относится к сёлам, не образующим коммуну.

## География
Село расположено на высоте 186 метров над уровнем моря.

## Население
По данным переписи населения 2004 года, в селе Похоарна проживает 2002 человека (963 мужчины, 1039 женщин).
Этнический состав села:
| Национальность | Число жителей | Процентный состав |
| -------------- | ------------- | ----------------- |
| молдаване      | 1942          | 97,0              |
| румыны         | 44            | 2,2               |
| украинцы       | 9             | 0,45              |
| русские        | 4             | 0,2               |
| гагаузы        | 1             | 0,05              |
| прочие         | 2             | 0,1               |
| Всего          | 2002          | 100 %             |